# 星野晃司
星野 晃司（ほしの こうじ、1955年4月26日 - ）は、小田急電鉄代表取締役社長執行役員。

## 略歴
- 1955年（昭和30年）4月26日 - 神奈川県生まれ
- 1974年（昭和49年）3月 - 神奈川県立厚木高等学校卒業[1]
- 1978年（昭和53年）
  - 3月 - 早稲田大学政治経済学部卒業
  - 4月 - 小田急電鉄入社
- 2001年（平成13年）6月 - 同社旅客サービス部長
- 2003年（平成15年）6月 - 同社執行役員
- 2005年（平成17年）6月 - 同社運転車両部長
- 2006年（平成18年）6月 - 同社経営企画担当部長
- 2007年（平成19年）6月 - 同社経営企画部長
- 2008年（平成20年）6月 - 同社取締役経営企画部長
- 2010年（平成22年）6月 - 同社取締役、小田急バス株式会社取締役社長（代表取締役）
- 2013年（平成25年）6月 - 同社常務取締役交通サービス事業本部長、執行役員（現）
- 2015年（平成27年）6月 - 同社専務取締役交通サービス事業本部長
- 2017年（平成29年）4月1日 - 同社取締役社長（代表取締役）（現）[2]